# It’s Not the Night
It’s Not the Night (с англ. — «Это Не Ночь») — песня американской рок-группы The Cars, седьмой трек с альбома Heartbeat City.

## О песне
Песня была написана вокалистом, ритм-гитаристом и автором песен Риком Окасеком в соавторстве с клавишником Грегом Хоуксом. В песне есть вокал как Окасека, так и басиста и вокалиста Бенджамина Орра. Это одна из трёх песен на альбоме, в которой есть вокал Орра. Это одна из четырёх песен, в которой есть вокал как Окасека, так и Орра (три другие — Since I Held You, You Wear Those Eyes и You Are the Girl). Продюсером выступили Матт Ланг, а также сами участники группы. Несмотря на то, что песня не была выпущена как сингл, «It’s Not the Night» достигла 31-го места в чарте Top Rock Tracks.
Критик Allmusic Тим Сендра в положительном обзоре сказал:«"It's Not the Night" — это чистая баллада AOR, которая звучит так, как могла бы звучать на Foreigner 4, ещё одной пластинке, спродюсированной Лангом.». Дон Шиуэй из Rolling Stone сказал:«"You Might Think" и "It's Not the Night" — более стандартные песни The Cars: заряжающие рокеры с угрюмым вокалом».

## Участники записи
- Рик Окасек — вокал, ритм-гитара
- Бен Орр — вокал, бас-гитара
- Эллиот Истон — соло-гитара, бэк-вокал
- Грег Хоукс — клавишные, бэк-вокал, Fairlight CMI программирование
- Дэвид Робинсон — ударные, Fairlight CMI программирование

## Чарты
| Год  | Название             | Чарт                             | Наивысшая позиция |
| ---- | -------------------- | -------------------------------- | ----------------- |
| 1984 | «It’s Not the Night» | Billboard Mainstream Rock Tracks | 31                |